# いすず型護衛艦
いすず型護衛艦（いすずがたごえいかん、英語: Isuzu-class destroyer escort）は、海上自衛隊の護衛艦（DE）の艦級。沿岸における対潜哨戒および船団護衛を主任務として、第1次防衛力整備計画中の昭和34年および36年度で各2隻が建造された。このうち昭和36年度計画艦は機関や武装で大きな差異があったことから、特にきたかみ型とも称される。

## 来歴
1954年7月1日の海上自衛隊発足時の主要兵力は、アメリカ海軍から貸与されたくす型（PF）18隻とゆり型（LSSL）50隻、および掃海艦艇43隻であった。また1954年5月14日には日米艦艇貸与協定が調印されており、1959年までに、あさひ型（キャノン級護衛駆逐艦）やあさかぜ型（グリーブス級駆逐艦）、ありあけ型（フレッチャー級駆逐艦）などが貸与された。一方、警備隊時代の昭和28年度計画からは警備船の国内建造も開始されており、甲型警備船（DD）としてはるかぜ型、乙型警備船（DE）として「あけぼの」およびいかづち型が建造された。
その後、昭和30年代初頭のいわゆる「プレ1次防」期は甲型警備艦（DD）の建造が優先されており、乙型警備艦（DE）の建造はなされなかった。昭和33年度以降を対象として第1次防衛力整備計画（1次防）が策定されたときも、当初計画では、プレ1次防に引き続いてむらさめ型（31DDA）8隻を追加建造するのみとされていた。しかし当時の護衛艦隊の中核は依然としてPFが担っていたものの、昭和37年度以降、これらが大量に退役する予定となっており、代替艦が必要となっていた。
このことから、31DDAの追加建造は全て取り下げられ、昭和34年計画では護衛艦（DE）の建造が盛り込まれた。これによって建造されたのが本型である。

## 設計
警備隊・海上自衛隊の黎明期には技術研究所の艦船設計能力が未整備であったことから、国産警備船・警備艦の基本設計は、旧日本海軍時代の技術者達による財団法人船舶設計協会に委託して行われていたが、体制が整ったことから、本型より技術研究本部で行われることになった。計画番号はE-103。

### 船体
船体設計に当たっては、従来は重量配分を基準として行われていたのに対し、本型ではスペースベースの手法が導入された。これにより、レーダーやソナー、指揮・統制（C2）装備など電子機器やそのための各種配管・空調設備のため、急激に増大していたスペース所要への対応がなされた。また28DEで惨憺たる結果に終わった居住性改善についても施策が講じられており、科員一人あたりの居住面積は「いかづち」の1.82m2から2.40m2に増大したほか、電子機器冷却が主眼とはいえ、空調設備も導入された。
このスペース所要に応えるための最適船型として、遮浪甲板型が導入された。これは平甲板船型のうえに1層の全通甲板を重ねた船型であり、以後の海自護衛艦でも一部に改正を加えつつ連綿と踏襲されたほか、2年後にはアメリカ海軍でもガーシア級フリゲートで採用された。荒天下での高速性能や旋回性能の向上も図られ、艦首乾舷と舵面積が増大された。また艦橋構造も、従来の回廊方式に対して、新方式の両舷ウイング付閉鎖型となり、以後の護衛艦の原型となった。

### 機関
主機関としては、28DEのうちいかづち型の実績を踏まえてディーゼル機関を搭載しており、特にきたかみ型は、以降のディーゼル推進型護衛艦で標準となるマルチプル・ディーゼル方式を初採用したと言う点で、非常に重要である。
「いすず」では、かもめ型駆潜艇の主機をV型12気筒化した三井・B&W1235VBU-45V 2サイクル中速ディーゼルエンジン（4,000馬力）を4基搭載した。これらは前後の機械室の両舷に2基ずつ設置され、前機と後機は流体継手を介して串型に繋がれ推進軸に直結されるという、前例のない特殊な配置とされた。推進器の回転数は475rpmであった。
一方、「もがみ」では「いかづち」（28DE）で採用された2ストローク直列9気筒排気ターボ過給機付きトランク・ピストン型中速ディーゼルエンジンである三菱 9UET44/55の気筒径と行程を増して開発した 9UET52/65（8,000馬力）を2基搭載した。本機は9UET44/55より全長が増したことから、艦内スペースの問題からシフト配置は行なわれず、1つの機関室の両舷側に配置してそれぞれ推進軸に直結された。推進器の回転数は330rpmであった。
そして、きたかみ型においては、「いすず」と同様の2サイクルV型12気筒中速ディーゼルエンジン4基を減速装置を介して2基ずつ2軸にまとめるというマルチプル・ディーゼル方式が採用された。機関出力はそれぞれ4,250馬力に増強されており、「きたかみ」は三菱長崎製の12UEV30/40、「おおい」は三井玉野製の1228V3BU-38Vを搭載している。なお機関配置はシフト配置とされているが、蒸気タービン艦（はるかぜ型など）とは異なり、右軸用が前側、左軸用が後側に配された。

## 装備

### センサー
本型の搭載レーダーは、対空捜索用には28DEと同じOPS-2が、対水上捜索用としては新型のOPS-16が初めて搭載された。これらはいずれもアメリカ製のレーダーを元に国産化したもので、OPS-2はAN/SPS-6、OPS-16はAN/SPS-10を範として国産化したものである。
一方、ソナーとしては、当初からAN/SQS-11A捜索ソナーとAN/SQR-4深度測定用、AN/SQA-4距離深度測定用ソナーを備えていた。またきたかみ型では国産のOQS-12（AN/SQS-11Aの低周波化国産版）およびOQY-2（SQR-4/SQA-4の改良国産版）とされている。また1966年には「もがみ」がOQA-1A、1968年には「きたかみ」もOQA-1Bと、それぞれ可変深度ソナーを搭載した。この際に爆雷兵装は撤去された。
電子戦支援のため、国産のNOLR-1電波探知装置が搭載されている。

### 武器システム
対潜戦（ASW）に重点を置いており、「いすず」と「もがみ」は初代あきづき型と同じMk.108対潜ロケット砲を搭載していた。しかしこれは期待の新兵器として導入されたものの、日米いずれでも運用成績は不良であったことから、きたかみ型では、海上自衛隊としては初めて、スウェーデン製のM/50 375mm対潜ロケット発射機を搭載した。また前期建造艦2隻でも、1973・4年の特別改装工事において、M/50のライセンス生産版である71式ボフォース・ロケット・ランチャーに換装された。
あやなみ型・あきづき型と同様に対潜誘導魚雷も導入されており、前期型ではMk.32短魚雷のためのMk.2落射機が両舷に設置された。そして後期型では、新型のMk.44短魚雷と、そのための3連装短魚雷発射管が導入された。また本型では、試製54式魚雷用の65式53センチ4連装魚雷発射管HO-401も搭載されたが、再装填装置は設置されなかった。爆雷の投射機（Y砲）および投下軌条も設置されている。なお本型は、ヘッジホッグを搭載しない最初の護衛艦、そして爆雷を搭載する最後の護衛艦でもあった。
これらの対潜兵器を指揮する水中攻撃指揮装置としては、前期型（34DE）ではあきづき型の搭載機をもとにしたSFCS-1Bが搭載され、後にソナーの探知距離延伸に伴う改造が施されて、SFCS-1B-1に発展した。一方、後期型（36DE）では、「あまつかぜ」の搭載機をもとにボフォース・ロケット・ランチャーに対応したSFCS-1Cが搭載された。また魚雷については57式長魚雷発射指揮装置が搭載され、後期型（36DE）では電気的遠隔調定が可能な54式魚雷3型改1に対応して57式長魚雷発射指揮装置改1に発展した。
主砲としては、あやなみ型（30DD）で採用された50口径76mm連装速射砲を搭載するが、本型においてはアメリカ製のMk.33ではなく、ライセンス生産版の57式に切り替えられている。また砲盾は、艦首の31番砲は密閉式、艦尾の32番砲は半閉式と、異なる方式とされた。砲射撃指揮装置（GFCS）は、あやなみ型と同様にMk.63を使用する。

ちくご型「とかち」と並んだ「おおい」（海側）
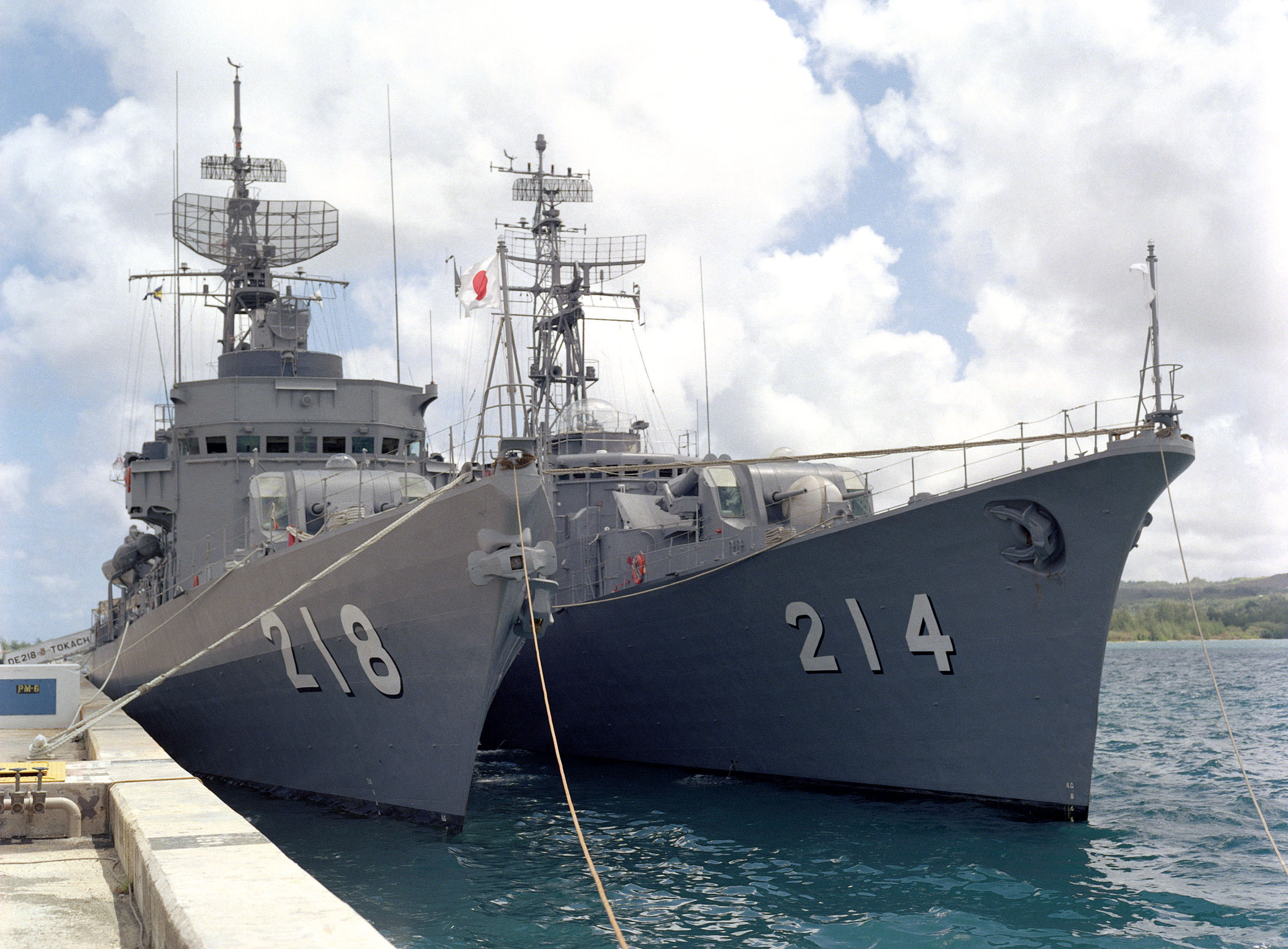
艦首側からの写真
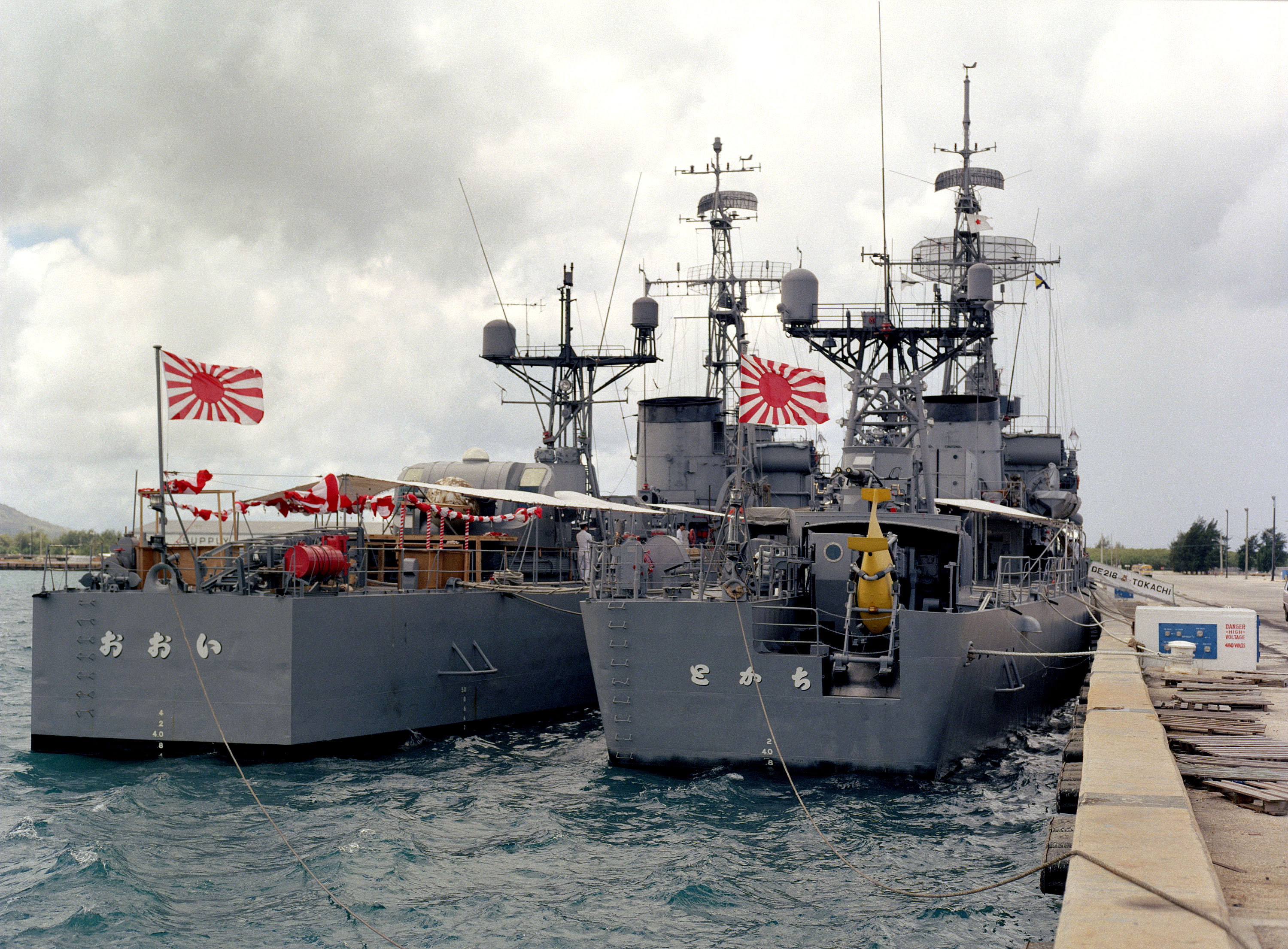
艦尾側からの写真

## 諸元表
|          | 「いすず」 DE-211                     | 「もがみ」 DE-212                       | きたかみ型 DE-213－4                     |
| -------- | ------------------------------------- | --------------------------------------- | ---------------------------------------- |
| 排水量   | 基準：1,490トン / 満載：1,790トン     | 基準：1,490トン / 満載：1,790トン       | 基準：1,490トン / 満載：1,790トン        |
| 全長     | 94.0 m                                | 94.0 m                                  | 94.0 m                                   |
| 全幅     | 10.4 m                                | 10.4 m                                  | 10.4 m                                   |
| 吃水     | 3.5 m                                 | 3.5 m                                   | 3.5 m                                    |
| 深さ     | 7.0 m                                 | 7.0 m                                   | 7.0 m                                    |
| 機関     | ディーゼルエンジン （4,000 hp）×4基   | ディーゼルエンジン （8,000 hp）×2基     | マルチプル・ディーゼル方式               |
| 機関     | ディーゼルエンジン （4,000 hp）×4基   | ディーゼルエンジン （8,000 hp）×2基     | ディーゼルエンジン（4,250hp）×4基        |
| 機関     | スクリュープロペラ×2軸                |                                         |                                          |
| 速力     | 25ノット                              | 25ノット                                | 25ノット                                 |
| 航続距離 | 6,000海里 (16kt巡航時)                | 6,000海里 (16kt巡航時)                  | 6,000海里 (16kt巡航時)                   |
| 乗員     | 185人                                 | 185人                                   | 180人                                    |
| 兵装     | 50口径76mm連装速射砲×2基              | 50口径76mm連装速射砲×2基                | 50口径76mm連装速射砲×2基                 |
| 兵装     | Mk.108 324mm対潜ロケット砲×1基        | Mk.108 324mm対潜ロケット砲×1基          | 71式ボフォース・ロケット・ランチャー×1基 |
| 兵装     | 爆雷投射機（Y砲）×1基                 |                                         |                                          |
| 兵装     | 爆雷投下軌条×1条                      |                                         |                                          |
| 兵装     | 65式53センチ4連装魚雷発射管HO-401×1基 |                                         |                                          |
| 兵装     | Mk.2短魚雷落射機×2基 (Mk.32短魚雷)    | Mk.2短魚雷落射機×2基 (Mk.32短魚雷)      | 324mm3連装短魚雷発射管×2基 (Mk.44短魚雷) |
| FCS      | Mk.63 砲射撃指揮装置×2基              | Mk.63 砲射撃指揮装置×2基                | Mk.63 砲射撃指揮装置×2基                 |
| FCS      | SFCS-1水中攻撃指揮装置                |                                         |                                          |
| FCS      | 57式長魚雷発射指揮装置                |                                         |                                          |
| レーダー | OPS-2 対空捜索用                      | OPS-2 対空捜索用                        | OPS-2 対空捜索用                         |
| レーダー | OPS-16 対水上捜索用                   |                                         |                                          |
| ソナー   | AN/SQS-11A 捜索用                     | AN/SQS-11A 捜索用                       | OQS-12 捜索用                            |
| ソナー   | AN/SQR-4 深度測定用                   | AN/SQR-4 深度測定用                     | OQY-2 攻撃用                             |
| ソナー   | AN/SQA-4 距離深度測定用               |                                         | OQY-2 攻撃用                             |
| ソナー   | －                                    | OQA-1可変深度式 ※DE-212,213のみ後日装備 | OQA-1可変深度式 ※DE-212,213のみ後日装備  |
| 電子戦   | NOLR-1電波探知装置                    | NOLR-1電波探知装置                      | NOLR-1電波探知装置                       |

## 同型艦
| 艦番号 | 艦名     | 建造                      | 起工                        | 進水                        | 竣工                         | 除籍                        |
| ------ | -------- | ------------------------- | --------------------------- | --------------------------- | ---------------------------- | --------------------------- |
| DE-211 | いすず   | 三井造船 玉野造船所       | 1960年 （昭和35年） 4月16日 | 1961年 （昭和36年） 1月17日 | 1961年 （昭和36年） 7月29日  | 1992年 （平成4年） 3月25日  |
| DE-212 | もがみ   | 三菱造船 長崎造船所       | 1960年 （昭和35年） 8月4日  | 1961年 （昭和36年） 3月7日  | 1961年 （昭和36年） 10月28日 | 1991年 （平成3年） 6月20日  |
| DE-213 | きたかみ | 石川島播磨重工業 東京工場 | 1962年 （昭和37年） 7月7日  | 1963年 （昭和38年） 6月21日 | 1964年 （昭和39年） 2月27日  | 1993年 （平成5年） 11月16日 |
| DE-214 | おおい   | 飯野重工 舞鶴造船所       | 1962年 （昭和37年） 7月10日 | 1963年 （昭和38年） 6月15日 | 1964年 （昭和39年） 1月22日  | 1993年 （平成5年） 2月15日  |

## 登場作品

### ゲーム
『WarThunder』
Ver1.95にて実装。Mk.108 324mm対潜ロケット砲を搭載しており、初期の「いすず」(DE-211)または「もがみ」(DE-212)と思われる。